# Ayelet Waldman

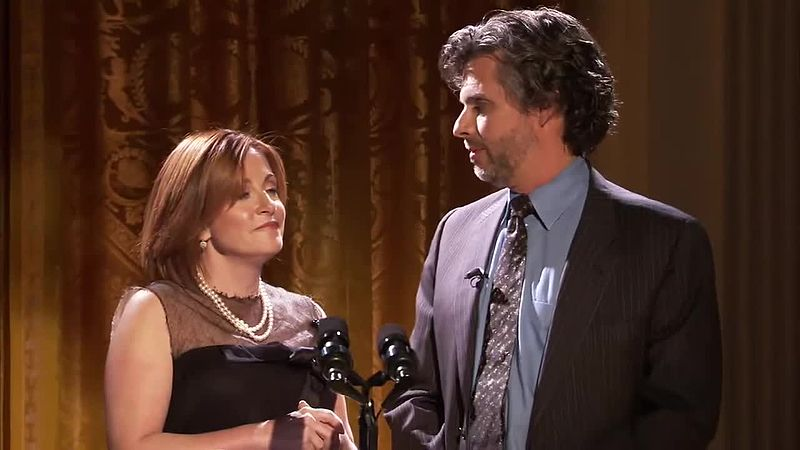
Ayelet Waldman und Michael Chabon (2009)

Ayelet Waldman (hebräisch איילת ולדמן, geboren 11. Dezember 1964 in Jerusalem) ist eine US-amerikanisch-israelische Schriftstellerin und Drehbuchautorin.

## Leben
Ayelet Waldmans Großeltern wanderten Anfang des 20. Jahrhunderts aus dem Russischen Kaiserreich nach Nordamerika aus. Ihr Vater und ihre Mutter lebten eine Zeit in Israel, wo sie sich trafen und heirateten. Nach dem Sechstagekrieg 1967 zog die Familie nach Montreal, Kanada, von dort nach Ridgewood, New Jersey, wo Waldman die Schule abschloss. Sie studierte Psychologie und Politische Wissenschaften an der Wesleyan University und in Israel. Das Jurastudium an der Harvard Law School schloss sie 1991 mit einem J.D. ab.
Sie arbeitete in New York als Juristin und in Kalifornien als Strafverteidigerin. Seit 1992 lebt sie zusammen mit dem Schriftsteller Michael Chabon; sie haben vier Kinder und wohnen in Berkeley, Kalifornien. Waldman versucht, Ehe, Kinder und Beruf unter einen Hut zu bringen, und setzt dabei auf die Mitwirkung Chabons an der Familienarbeit.
An der Boalt Hall School of Law der University of California, Berkeley, nahm sie zwischen 1997 und 2003 einen Lehrauftrag wahr. In der Zeit begann sie, Belletristik zu schreiben, zunächst Kriminalromane um Juliet Applebaum, die klein, rothaarig und jüdisch ist, einen Ehemann hat, der nachts Romane schreibt, derweil sie in ihrer Freizeit Verbrecher jagt.
2005 schrieb Waldman einen Essay für die New York Times, der sich um ihr Lebensthema, eine schlechte Mutter zu sein, dreht. Der Artikel erregte eine große Resonanz. Die Artikelsammlung Bad Mother: A Chronicle of Maternal Crimes, Minor Calamities, and Occasional Moments of Grace wurde 2009 ein New-York-Times-Bestseller.
Als Drehbuchautorin war Waldman an der 2019 veröffentlichten Serie Unbelievable beteiligt.

## Werke (Auswahl)
Juliet Applebaum-Krimis
- Nursery Crimes. Berkley Prime Crime, New York 2001
  - Unter guten Freunden : ein Fall für Juliet Applebaum. Übersetzung Usch Pilz. Heyne, München 2002
- The Big Nap. Berkley Prime Crime, New York 2001
  - Der Schlaf der Gerechten : Juliet Applebaum ermittelt. Übersetzung Usch Pilz. Heyne, München 2003
- Playdate With Death. Berkley Prime Crime, New York 2003
- Death Gets a Time-Out. Berkley Prime Crime, New York 2003
- Murder Plays House. Berkley Prime Crime, New York 2004
- The Cradle Robbers. Berkley Prime Crime, New York 2005
- Bye-Bye, Black Sheep. Berkley Prime Crime, New York 2006

Belletristik und Essays
- Daughter's keeper. Roman. Naperville, Ill. : Sourcebooks Landmark, 2003.
- Love and Other Impossible Pursuits. Doubleday, London 2006
  - Dem Himmel so fern : Roman. Übersetzung Charlotte Breuer. Diana-Verlag, München 2007
- Bad Mother: A Chronicle of Maternal Crimes, Minor Calamities, and Occasional Moments of Grace. 2009
  - Böse Mütter : meine mütterlichen Sünden, großen und kleinen Katastrophen und Momente des Glücks. Übersetzung Isabel Bogdan. Klett-Cotta, Stuttgart 2010
- Red Hook Road. Doubleday, New York 2010
- mit Robin Levi: Women Inside : Narratives from America's Incarcerated Women. McSweeney's, San Francisco 2011
- Love and Treasure. Hodder & Staughton, 2014, ISBN 978-1-4447-6311-9
  - Die späte Reue des Jack Wiseman : Roman. Übersetzung Brigitte Hilzensauer. Paul Zsolnay, Wien 2015
- Vorwort in: Tom Little; Katherine Ellison: Loving learning : how progressive education can save America's schools. W.W. Norton & Company, New York 2015
- mit Michael Chabon: Kingdom of Olives and Ash Writers Confront the Occupation. Perennial, 2017
- A Really Good Day : How Microdosing Made a Mega Difference in My Mood, My Marriage, and My Life. Knopf Doubleday, 2017